# Noord-Saksisch voetbalkampioenschap 1925/26
In 1925/26 werd het tiende Noord-Saksisch voetbalkampioenschap gespeeld, dat georganiseerd werd door de Midden-Duitse voetbalbond. De twee groepen werden samengevoegd tot één kampioenschap. Riesaer SV werd kampioen en plaatste zich voor de Midden-Duitse eindronde. De club versloeg VfB Hohenleipisch 1912 en verloor dan van Fortuna Leipzig.
Dit jaar mocht ook de vicekampioen naar een aparte eindronde, waarvan de winnaar kans maakte op deelname aan de nationale eindronde. Roßwein verloor meteen met 0:10 van BV Olympia-Germania Leipzig.

## Gauliga
| Plaats | Club                 | Wed. | W  | G | V  | Saldo  | Ptn.  |
| ------ | -------------------- | ---- | -- | - | -- | ------ | ----- |
| 1.     | 1. SV Riesaer 03     | 18   | 18 | 0 | 0  | 120:20 | 36:0  |
| 2.     | FC 1901 Roßwein      | 18   | 12 | 2 | 4  | 71:35  | 26:10 |
| 3.     | Döbelner SC 02       | 18   | 11 | 2 | 5  | 49:42  | 24:12 |
| 4.     | SV Nünchritz         | 17   | 9  | 1 | 7  | 44:46  | 19:17 |
| 5.     | VfB Riesa            | 18   | 8  | 2 | 8  | 44:29  | 18:18 |
| 6.     | BC 1913 Hartha       | 17   | 6  | 2 | 9  | 39:53  | 14:20 |
| 7.     | FC 1911 Geringswalde | 18   | 7  | 0 | 11 | 42:55  | 14:22 |
| 8.     | SV 1913 Oschatz      | 18   | 5  | 2 | 11 | 36:62  | 12:24 |
| 9.     | SV 1911 Gröditz      | 18   | 3  | 2 | 13 | 39:85  | 8:28  |
| 10.    | VfB Rochlitz         | 18   | 3  | 1 | 14 | 30:87  | 7:29  |

|  | Kampioen, geplaatst voor Midden-Duitse eindronde           |
|  | Geplaatst voor Midden-Duitse eindronde voor vicekampioenen |
|  | Trok zich terug uit de competitie                          |